# Robert Davi
Robert John Davi (Queens, 26 de junho de 1951) é um ator americano, mais conhecido pelo papel do vilão Jake Fratelli em Os Goonies e do vilão & traficante de drogas Franz Sanchez em 007 Licença para Matar, além de diversos papéis de destaque em seriados da televisão norte-americana.

## Filmografia

### No cinema
- Contract on Cherry Street (1977)
- ...And Your Name Is Jonah (1979)
- The Legend of the Golden Gun (1979)
- The $5.20 an Hour Dream (1980)
- Rage! (1980)
- Alcatraz: The Whole Shocking Story (1980)
- Nick and the Dobermans (1980)
- Gangster Wars (1981)
- City Heat (1984)
- The Goonies (1985)
- Raw Deal (1986)
- Wild Thing (1987)
- Terrorist on Trial: The United States vs. Salim Ajami (1988)
- Action Jackson (1988)
- Die Hard (1988)
- Traxx (1988)
- Licence to Kill (1989)
- Peacemaker (1990)
- Deceptions (1990)
- Maniac Cop 2 (1990)
- Amazon (1990)
- Predator 2 (1990)
- White Hot: The Mysterious Murder of Thelma Todd (1991)
- The Taking of Beverly Hills (1991)
- Wild Orchid II: Two Shades of Blue (1991)
- Under Surveillance (1991)
- Legal Tender (1991)
- Center of the Web (1992)
- Illicit Behavior (1992)
- Christopher Columbus: The Discovery (1992)
- Maniac Cop 3: Badge of Silence (1993)
- Night Trap (1993)
- Son of the Pink Panther (1993)
- Quick (1993)
- The November Man (1993)
- Cops and Robbersons (1994)
- Blind Justice (1994)
- No Contest (1995)
- Codename: Silencer (1995)
- Delta of Venus (1995)
- Showgirls (1995)
- The Zone (1995)
- The Dangerous (1995)
- An Occasional Hell (1996)
- Absolute Aggression (1996)
- The Beneficiary (1997)
- The Bad Pack (1997)
- Cyber Vengeance (1997)
- My Little Assassin (1999)
- The Sorcerer's Apprentice (2001)
- Soulkeeper (2001)
- Verdict in Blood (2002)
- The 4th Tenor (2002)
- The Hot Chick (2002)
- Hitters (2002)
- Call Me: The Rise and Fall of Heidi Fleiss (2004)
- One Last Ride (2004)
- In the Mix (2005)
- The Plot to Kill: Jesse James (2006)
- The Dukes (2007)
- Jonas Brothers: Burnin' Up (2008)
- An American Carol (2008)
- The Butcher (2009)
- Ballistica (2009)
- Magic Man (2010)
- One in the Gun (2010)
- Magic (2010)
- Game of Death (2011)
- Kill the Irishman (2011)
- Swamp Shark (2011)
- Knight Blade (2012)
- Smokewood (2012)
- The Iceman (2012)
- The Great Chameleon (2012)
- Spring Break '83 (2012)
- Blood of Redemption (2013)
- Doonby (2013)
- You Are (2014)
- Black Rose (2014)
- Asteroid vs Earth (2014)
- A Long Way Off (2014)
- The Expendables 3 (2014)
- Lost Time (2014)
- Bob Dylan: The Night We Called It a Day (2015)
- A Perfect Vacation (2015)
- Club Life (2015)
- Sicilian Vampire (2015)
- Sopra la media (2015)
- Criminal (2016)
- The Bronx Bull (2016)
- Feast of Fear (2016)
- Spreading Darkness (2017)
- Your Move (2017)
- Under the Dark (2017)
- Roe v. Wade (2020)

### Na televisão
- Charlie's Angels (1978)
- From Here to Eternity (1979)
- Lou Grant (1979)
- The Incredible Hulk (1979)
- Barnaby Jones (1979)
- Trapper John, M.D. (1979)
- Dinastia (1981)
- Shannon (1981)
- The Gangster Chronicles (1981)
- The Powers of Matthew Star (1982)
- Hill Street Blues (1982)
- St. Elsewhere (1982)
- Bring 'Em Back Alive (1983)
- The Optimist (1983)
- The Rousters (1983)
- T.J. Hooker (1982-1984)
- Hart to Hart (1984)
- Bay City Blues (1983-1984)
- The Fall Guy (1983-1984)
- The A-Team (1983)
- Hunter (1985)
- The Equalizer (1986)
- L.A. Law (1988)
- Wiseguy (1989)
- VR.5 (1995)
- Profiler (1996-2000)
- Batman Beyond (1999)
- The Pretender (1999-2000)
- Karen Sisco (2004)
- The Plot to Kill Nixon (2005)
- Breaking Vegas (2005)
- Huff (2006)
- Stargate: Atlantis (2004-2008)
- Nip/Tuck (2010)
- Criminal Minds (2010)
- CSI: Crime Scene Investigation (2014)
- The Grindhouse Radio (2017-2018)
- Fishing for Giants (2018)

### Como dublagem
- Grand Theft Auto: Vice City (2002)
- Halo 2 (2004)
- Scarface: The World Is Yours (2006)
- Halo 3 (2007)